# Иодид иридия(III)
Иодид иридия(III) — неорганическое соединение, 
соль металла иридия и иодистоводородной кислоты с формулой IrI3,
не растворяется в воде,
зелёные кристаллы.

## Получение
- Действие иодистоводородной кислоты на оксид иридия(IV):

{\displaystyle {\mathsf {2IrO_{2}\cdot 2H_{2}O+8HI\ {\xrightarrow {90^{o}C}}\ 2IrI_{3}+I_{2}+8H_{2}O}}}

## Физические свойства
Иодид иридия(III) образует зелёные кристаллы,
слабо растворяется в воде и этаноле.
Образует кристаллогидрат состава IrI3•3H2O.

## Химические свойства
- При сильном нагревании разлагается на элементы:

{\displaystyle {\mathsf {2IrI_{3}\ {\xrightarrow {430^{o}C}}\ Ir+3I_{2}}}}